# Иван Илиев (Шивец)
Вижте пояснителната страница за други личности с името Иван Илиев.
Иван Илиев, известен като Шивечки, е български духовник революционер, тиквешки деец на Вътрешната македонска революционна организация.

## Биография
Роден е в 1874 година в тиквешкото село Шивец, тогава в Османската империя, днес в Северна Македония. Влиза във ВМОРО. В 1901 година превежда през Църна 70-членната чета на Борис Сарафов в Западна Македония. В 1907 година заподозрян от властите е екстерниран в България. След Младотурската революция в 1908 година се завръща в Османската империя, но след промяната на политиката на младотурското правителство към ликвидиране на националните организации и налагане на османизма, Илиев отново се захваща с революционна дейност и в 1912 година е осъден на 15 години затвор. Освободен е през Балканската война и се прибира в Шивец, където става свещеник. Сръбските окупационни власти обаче поради отказа му да се откаже от българщината го арестуват в 1919 година и го затварят за 3 години. Освободен и разпопен Иван Илиев е въдворен в Шивец за 18 години до освобождението на Вардарска Македония през 1941 година.